# Saint-Hilaire-en-Woëvre
Saint-Hilaire-en-Woëvre är en kommun i departementet Meuse i regionen Grand Est (tidigare regionen Lorraine) i nordöstra Frankrike. Kommunen ligger i kantonen Fresnes-en-Woëvre som tillhör arrondissementet Verdun. År 2022 hade Saint-Hilaire-en-Woëvre 181 invånare.

## Befolkningsutveckling
Antalet invånare i kommunen Saint-Hilaire-en-Woëvre
| Referens: INSEE |